# Todis Lido di Ostia Futsal 2019-2020
La voce raccoglie i dati riguardanti il Lido di Ostia Futsal, squadra di calcio a 5 militante in serie A, nelle competizioni ufficiali del 2019-2020.

## Trasferimenti

### Sessione estiva
| Edoardo Di Ponto | Aniene     |
| Kevin Rengifo    | Mirafin    |
| Raúl Rocha       | Lazio      |
| Gabriel Motta    | Maritime   |
| Matteo Esposito  | Real Rieti |
| Valerio Lutta    | Mantova    |

| Valerio Barigelli | Lazio            |
| Fred              | Atletico Cassano |
| Jorginho          | Aniene           |
| Gabriele Ugherani | CAME Treviso     |

### Sessione invernale
| Federico Scalambretti | Lazio          |
| Paulinho              | Ribera Navarra |

| Jean Schacker | Petrarca |

## Prima squadra
| N° | Naz.                 | Ruolo | Sportivo              | Anno       |  |  |
| -- | -------------------- | ----- | --------------------- | ---------- |  |  |
| 1  | Italia (bandiera)    | POR   | Cristian Cerulli      | 26.06.1998 |  |  |
| 3  | Italia (bandiera)    | LAT   | Matteo Esposito       | 24.09.1994 |  |  |
| 4  | Italia (bandiera)    | LAT   | Daniele Gattarelli    | 16.08.1991 |  |  |
| 5  | Brasile (bandiera)   | DIF   | Jean Schacker         | 16.03.1990 |  |  |
| 10 | Italia (bandiera)    | LAT   | Christopher Cutrupi   | 19.04.1993 |  |  |
| 11 | Brasile (bandiera)   | LAT   | Gabriel Motta         | 16.08.1999 |  |  |
| 13 | Venezuela (bandiera) | UNI   | Kevin Rengifo         | 28.07.1989 |  |  |
| 14 | Brasile (bandiera)   | LAT   | Raul Rocha Barros     | 26.01.1996 |  |  |
| 16 | Italia (bandiera)    | DIF   | Federico Scalambretti | 29.01.1994 |  |  |
| 20 | Brasile (bandiera)   | PIV   | Paulinho              | 19.04.1980 |  |  |
| 21 | Italia (bandiera)    | LAT   | Federico Barra        | 01.03.1994 |  |  |
| 22 | Italia (bandiera)    | UNI   | Valerio Lutta         | 12.06.1991 |  |  |
| 25 | Italia (bandiera)    | POR   | Edoardo Di Ponto      | 28.08.1994 |  |  |

## Under-19
| N° | Naz.              | Ruolo | Sportivo           | Anno       |  |  |
| -- | ----------------- | ----- | ------------------ | ---------- |  |  |
| 6  | Italia (bandiera) | DIF   | Lorenzo Adamo      | 05.03.2001 |  |  |
| 8  | Italia (bandiera) | LAT   | Roberto Giampaolo  | 23.09.2001 |  |  |
| 10 | Italia (bandiera) | LAT   | Alessandro Muscio  | 23.09.2001 |  |  |
| 17 | Italia (bandiera) | LAT   | Niccolò Pellirossi | --.--.---- |  |  |
| 17 | Italia (bandiera) | LAT   | Andrea Andriani    | 21.11.2001 |  |  |
| 17 | Italia (bandiera) | LAT   | Emanuele Marciò    | 23.04.2001 |  |  |
| 24 | Italia (bandiera) | POR   | Edoardo Gallassi   | 23.10.01   |  |  |
| 24 | Italia (bandiera) | POR   | Niccolò Cammisa    | 26.08.01   |  |  |